# 一谷勇一郎
一谷 勇一郎（いちたに ゆういちろう、1975年1月22日 - ）は、日本の政治家。日本維新の会所属の元衆議院議員（1期）。

## 来歴
大阪市都島区出身。成器高等学校（現・大阪学芸高等学校）卒業後、6年間、プロゴルファーを目指し渡米するなどしたが、プロテストで2回不合格になり、膝の疲労骨折もあり断念。
その後、関西医療学園専門学校で勉強しながら整骨院で働き、柔道整復師の資格を取得して、2003年に大阪市で整骨院を独立開業。介護・医療分野などへの事業拡大に伴い、2010年に事業を法人化。
2019年の医療・介護報酬の同時改定を機に社会保障費の増大に危機感を感じ、「大なたが振るわれなかった。現場の声を自分が届けないといけない」として政界を志す。
同年7月より、日本維新の会の東徹参議院議員の下で政治を学び、2020年には維新政治塾5期生となった。
同年7月、党から次期衆院選兵庫1区からの立候補を打診され、大阪市出身の一谷は兵庫とは地縁がなかったが、親族に県副知事も務めた一谷定之焏がいたことから、「先祖に導かれた」と感じ受諾。
2021年10月の第49回衆議院議員総選挙で、党公認候補として兵庫1区に出馬した。重複立候補していた比例近畿ブロックで復活し、初当選。
2024年10月の第50回衆議院議員総選挙では、重複立候補していた比例近畿ブロックでも復活ならず落選。

## 政策・主張

### 憲法
- 憲法改正について、2021年のNHKのアンケートで「賛成」と回答[11]。
- 憲法9条への自衛隊の明記について、2021年のNHKのアンケートで回答しなかった[11]。
- 憲法を改正し緊急事態条項を設けることについて、2021年の毎日新聞社のアンケートで「賛成」と回答[12]。

### 外交・安全保障
- 敵基地攻撃能力の保有について、2021年の毎日新聞社のアンケートで回答しなかった[12]。
- 普天間基地の辺野古移設をめぐる政府と沖縄県の対立をどう考えるかとの問いに対し、2021年の毎日新聞社のアンケートで「政府が埋め立てを進めるのはやむを得ない」と回答[12]。
- 徴用工訴訟などの歴史問題をめぐる日韓の関係悪化についてどう考えるかとの問いに対し、2021年の毎日新聞社のアンケートで「より強い態度で臨む」と回答[12]。

### ジェンダー
- 選択的夫婦別姓制度の導入について、2021年のNHKのアンケートで「賛成」と回答[11]。
- 同性婚を可能とする法改正について、2021年のNHKのアンケートで「どちらかといえば賛成」と回答[11]。「同性婚を制度として認めるべきだと考るか」との同年の毎日新聞社のアンケートに対し「認めるべき」と回答[12]。
- クオータ制の導入について、2021年のNHKのアンケートで回答しなかった[11]。同年の毎日新聞社のアンケートで「反対」と回答[12]。

### その他
- 「原子力発電への依存度について今後どうするべきか」との問題提起に対し、2021年のNHKのアンケートで「下げるべき」と回答[11]。
- 10％の消費税率について、2021年の毎日新聞社のアンケートで「引き下げるべき」と回答[12]。
- 森友学園への国有地売却をめぐる公文書改竄問題で、2021年5月6日、国は「赤木ファイル」の存在を初めて認めた[13]。しかし5月13日、菅義偉首相はファイルの存在を踏まえた再調査を行わない考えを報道各社に書面で示した[14]。9月の自民党総裁選挙で総裁に選出された岸田文雄も10月11日、衆議院本会議の代表質問で再調査の実施を否定した[15]。国の対応をどう考えるかとの同年の毎日新聞社のアンケートに対し、回答しなかった[12]。

## 人物
- 家族は中国出身の妻と2人の子供[6][2]。
- 趣味は、ドライブ、料理、読書、ゴルフ[2]。
- 好きなスポーツ選手は、タイガー・ウッズ[2]。
- 影響を受けた本は、アール・ナイチンゲールの『人間は自分が考えているような人間になる』[2]。
- 座右の銘は、「大器晩成」「精力善用」「自他共栄」[2]。
- ライフワークは、「幸せの追求」[2]。

## 所属していた団体・議員連盟
- 大阪・関西万博を推進する国会議員連盟
- 日本維新の会 行政書士制度推進議員連盟
- 日本維新の会 弁理士制度・知的財産制度推進議員連盟
- 日本維新の会 冠婚葬祭互助制度推進議員連盟
- 新しい国のかたち（分権2.0）協議会
- 日本維新の会 建設職人の安全を守る議員連盟
- 日本維新の会 税理士制度推進議員連盟
- 日本維新の会・中華民国(台湾）友好議員連盟
- 超党派災害時医療船等船舶利活用推進議員連盟
- パラダイムシフト研究会
- 播磨臨海地域道路整備促進国会議員連盟
- 教育立国推進協議会
- 超党派　世界経済フォーラム（ダボス会議）議員連盟
- 北朝鮮に拉致された日本人を早期に救出する為に行動する議員連盟
- 超党派　成育基本法推進議員連盟
- 超党派「オンラインゲーム・eスポーツ議員連盟」
- 共生社会の実現に向けた認知症施策推進議員連盟
- 超党派「明治の日を実現するための議員連盟」
- 発達障害の支援を考える議員連盟
- 生殖補助医療の在り方を考える議員連盟
- 地域共生社会推進に向けての福祉専門職支援議員連盟
- メタバース・Web3.0議員連盟
- 超党派「障害者の安定雇用・安心就労の促進をめざす議員連盟」（略称：インクルーシブ雇用議連）
- 若者政策推進議員連盟
- 超党派「日本・フィリピン友好議員連盟」
- 共同養育支援議員連盟
- 予防医療介護UHC議員連盟
- みんなで靖国神社に参拝する国会議員の会
- キャンプ議員連盟

## 選挙
| 当落 | 選挙                   | 執行日         | 選挙区      | 政党         | 得票数    | 得票率 | 定数 | 得票順位 /候補者数 | 政党内比例順位 /政党当選者数 |
| ---- | ---------------------- | -------------- | ----------- | ------------ | --------- | ------ | ---- | ------------------ | ---------------------------- |
| 比当 | 第49回衆議院議員総選挙 | 2021年10月31日 | 兵庫県第1区 | 日本維新の会 | 5万3211票 | 24.96% | 1    | 3/5                | 7/10                         |
| 落   | 第50回衆議院議員総選挙 | 2024年10月27日 | 兵庫県第1区 | 日本維新の会 | 3万3430票 | 15.99% | 1    | 3/7                | 18/7                         |